# کیرشبرگ (زاکسن)
شهر کیرشبرگ (به آلمانی: Kirchberg) در ایالت زاکسن در کشور آلمان واقع شده‌است.